# Sylvie Brunet (política)
Sylvie Brunet (nascida em 12 de março de 1959) é uma política francesa do Movimento Democrático (MoDem) que foi eleita membro do Parlamento Europeu em 2019. Desde então, ela tem servido na Comissão do Emprego e dos Assuntos Sociais .
Além das suas atribuições nas comissões, Brunet faz parte das delegações do Parlamento para as relações com a Palestina e da Assembleia Parlamentar da União para o Mediterrâneo. É também membro do Intergrupo do Parlamento Europeu para os Mares, Rios, Ilhas e Zonas Costeiras e do Intergrupo do Parlamento Europeu para o Bem-Estar e Conservação dos Animais.